# Lionel Taylor
Lionel Taylor (22 gennaio 1984) è un calciatore samoano, centrocampista del Kiwi.

## Carriera

### Club
Ha sempre giocato nel campionato samoano; in carriera ha totalizzato 12 presenze in OFC Champions League e 12 presenze nei turni preliminari della medesima competizione.

### Nazionale
Ha collezionato 14 presenze con la propria nazionale.